# Robert Frost: A Lover's Quarrel with the World
Robert Frost: A Lover's Quarrel with the World é um filme-documentário estadunidense de 1963 dirigido e escrito por Shirley Clarke. Venceu o Oscar de melhor documentário de longa-metragem na edição de 1963.

## Elenco
- Robert Frost